# Allosmaitia fidena
Espèce
Allosmaitia fidena est une espèce d'insectes lépidoptères de la famille des Lycaenidae, sous-famille des Theclinae et du genre Allosmaitia.

## Dénomination
Allosmaitia fidena a été décrit par William Chapman Hewitson en 1867, sous le nom initial de Thecla fidena.

### Noms vernaculaires
Allosmaitia fidena se nomme Fidena Hairstreak en anglais.

## Description
Allosmaitia fidena est un petit papillon au corps bleu clair sur le dessus qui possède à chaque aile postérieure une queue longue et fines.
Le dessus est marron avec une large plage bleu clair métallisé partant de la partie basale, allant jusqu'au bord externe aux ailes postérieures.
Le revers est beige avec sur les ailes postérieures deux lignes de traits marron doublés de blanc qui séparent en une l'aire postmarginale et l'aire postdiscale, et un gros ocelle orange dans l'aire postmarginale en e2.

## Écologie et distribution
Allosmaitia fidena est présent à Porto Rico, en République dominicaine, à Haïti et en Guyane,.

### Protection
Pas de statut de protection particulier.